# Rod Ii
Rod Ii (japonsky: 井伊氏 [Ii-ši]) byla rodina japonské šlechty žijící v Hikone (prefektura Šiga) v období Edo.

## Počátky rodu
Jméno klanu pochází z desátého století, kdy jeden člen rodiny Fudžiwara, žijící v oblasti dnešní prefektury Šizuoka, přijal jméno podle vesnice Iinoja (井伊谷, do r. 2005 v okrese Inasa (引佐郡), nyní součástí města Hamamacu (浜松)), kde přebývala odnož rodiny. O počátcích rodu Ii existuje jen málo informací, až do poloviny 16. století, kdy byly nejvlivnějším rodem v této oblasti Imagawové a rod Ii byl jejich vazalem.

## Čistka rodu
Proslulý generál Jošimoto Imagawa (今川 義元, 1519–1560) vládl provinciím Mikawa, Suruga a Tótómi na tichomořském pobřeží. Jošimoto byl velmi hrdý a ctižádostivý muž a poloha jeho území podél cesty Tókaidó, Cesty východního pobřeží, mu poskytovala značnou výhodu v oblasti komunikace, takže se začal považovat za daimjóa, který by mohl sjednotit Japonsko. V roce 1560 se tedy připravil k útoku na Kjóto, aby podrobil šóguna Ašikagu své vůli. S Jošimotem Imagawou tuto výpravu podnikl i tehdejší vůdce rodu Ii – Naohira Ii (井伊直平). Jejich prvním cílem byla provincie Owari, které vládl Oda Nobunaga, jehož armádu převyšovala ta Jošimotova dvanáctkrát. Ze začátku šlo vše dobře a Imagawa vítězil, ale pak propadl samolibosti a udělal přestávku pro tradiční předvádění hlav, v malé zalesněné rokli Okezam. Mladý Oda nelenil a kryt bouřkou na Jošimota zaútočil. Než si nepřítel uvědomil co se děje, ležela jeho hlava odseknutá od těla, hned vedle hlavy Ii Naohiry. Bitva v Okehazaně zhatila všechny Imagawovy ambice. Jošimota vystřídal jeho syn Udžizane Imagawa (今川 氏真), který se zoufale snažil udržet klanové území, protože jej dřívější spojenci začali opouštět. Když k němu dolehly zvěsti, že i rodina Ii má v plánu je opustit, následovala čistka rodu Ii. Naomicu Ii (井伊 直満) a Naojoši Ii, synové Naohiry, byly zavražděni na cestě, když jeli Udžizanemu podat vysvětlení. Naohirovi vnuci, Naomori (井伊 直盛) a Naočika (井伊 直親), byli rovněž zabiti. Přežil jediný Ii Naomasa (1561–1602, 井伊 直政), syn Naočiky.

## Ii Naomasa
Na počátku sedmdesátých let 16. století ztratili Imagawové v důsledku opakovaných útoků veškerá území. Naomasa se tedy rozhodl opustit svůj úkryt v buddhistickém chrámu a pod záštitou silného daimjóa Tokugawy Ijeasua, spojence dobyvatele Ody Nobunagy, který de facto zapříčinil předcházející čistku rodu Ii. Po bitvě u Toriibaty, kde Naomasa napomohl rozdrcení Takedy Kacujoriho, získal kromě půdy pro pěstování rýže i velkou část bývalých Takedových vazalů, které začlenil do své armády. Mimo jiné i oddíly Jamagaty Masakageho, veterána takedovské armády a mladšího bratra Obua Toramasy, který své samuraje oblékl do rudé zbroje. Naomasa tento postup zopakoval, jen místo hnědého či černého laku použil jasně červený. Zrodily se Rudí ďáblové. Naomasa s nimi dosáhl mnoha úspěchů, především v bitvě u Sekigahary. Naomasa zemřel v roce 1602.

## Potomci Naomasy
Po Naomasově smrti nastaly v rodině takové rozkoly, že je téměř zázrak, že rodina přežila. Naomasa zplodil dva syny – legitimního Naokacua a Naotaku, narozeného konkubíně. Naotaka měl výrazně lepší vlohy než jeho bratr a Naomasa se tedy snažil postarat o to, aby se stal dědicem on. Když ale Naomasa zemřel, smlouva byla zničena a vlády se ujal nezpůsobilý Naokacu. Bylo jen štěstí, že jedinou starostí rodiny bylo v této době budování hradu Hikone. Naotaka se moudře vyhnul konfrontaci a pokračoval v úsilí stát se neocenitelným v očích Ijeasua a jeho syna Hidetaky. Když v roce 1614 znovu vypukla válka, chtěl Hidetaka, nynější šógun, vidět v čele neocenitelných Rudých ďáblů právě Naotaku, takže když začalo obléhání Ósaky, nastoupil Naotaka do čela rodiny.

## Naotaka Ii
Jedna z prvních akcí, kterých se Rudí ďáblové v Ósace zúčastnili, se odehrála během zimního tažení 1614–1615. Zaútočili na mohutný komplex obranných valů známých podle svého velitele jako Sanada-maru (Sanadův barbikán). Iiho vojsko bylo během bojů těžce zmasakrováno, ale nevzdalo se. Zda kvůli samurajské tvrdošíjnosti či potížím s komunikací, není jasné. Ti, kdo byli v týlu, věděli, že pokud nemají být Iiho vojska zcela zničena, musí se stáhnout. Velitel Miura vyřešil problém velmi prostě – zavelel svým mužům pálit do zadních řad Rudých ďáblů, kteří zareagovali dle očekávání a vrhli se do bezpečí. Další boje přišly zanedlouho a letní tažení na Ósaku v roce 1615 mělo být poslední účastí Rudých ďáblů v bitvě. Jejich nejslavnější epizodou byla bitva u Wakae. Šlo o řady střetnutí v určité vzdálenosti od Ósackého hradu, před hlavním útokem na pevnost. Vesnice Wakae a Jao, které jsou nyní okrajovými čtvrtěmi Ósaky, byly tehdy vesničkami mezi rýžovými poli. Jao bylo prvním střetem, kde rodina Todo na straně Tokugawů dopadla velmi špatně, ale na jejich levém křídle se Rudí ďáblové brzy střetli s jedním z nejzkušenějších Ósackých velitelů, Kimurou Šigenarim. Po úvodní salvě z arkebuz vyrazily oddíly rodiny Ii pod vedením Naotaky do útoku. Kimurovi samurajové byli brzy na spěšném ústupu. Kimura byl zabit a jeho hlava odseknuta jako trofej Iejasuovi. Iejasu poukázal na to, že Kimura před tím zapálil ve své přilbě kadidlo, aby ze své hlavy učinil atraktivnější trofej, a přikázal tento postup i svým mužům.
Obléhání Ósaky skončilo obrovskou bitvou u Tennodži, která se odehrála na polích jižně od pevnosti a v níž hrál Naotaka hlavní roli v boji po boku zbytků rodiny Todo, proti zbývajícím Kimurovým. Nepříjemný okamžik nastal po výbuchu miny se zpožděnou explozí pod oddíly Todů. Když se vojsko vzchopilo a Ósacký hrad vypadal, že padne, pověřil Iejasu Tokugawa Naotaku Iiho úkolem pečlivě hlídat Hidejoriho Tojotomiho a jeho rodinu a zajistit hrad samotný. Ii bral tento rozkaz jako výzvu k palbě na hrad každým kouskem artilerie, takže hlavní věž se brzy ocitla v plamenech. Pádem hradu v Ósace a smrtí Hidejoriho Tojotomiho se vytratila veškerá podstatná opozice proti Tokugawům a Naotaka Ii tak mohl společně se svým spřízněným daimjóem vkročit do následujících dvou století míru.

## Poslední z rodiny Ii
Po celé období Edo zůstával rod Ii věrný Tokugawům a poslední z rodu, Naosuke Ii, zaplatil svou loajalitu životem. Stalo se tak v důsledku jeho politické angažovanosti v zájmu šógunátu, kterému byl neochvějně loajální. Naosuke Ii se úzce zapojoval do vyjednávání mezi zeměmi jako byly USA, a trval na svém přesvědčení, že by se Japonsko mělo otevřít světu. To však nebylo po chuti rivalům šógunátu, kteří chtěli vypudit západní cizince, k čemuž neváhali využít svých mečů. Jednoho zasněženého zimního rána byl tedy Naosuke Ii v Edu vytažen ze svých nosítek a rozsekán skupinou protišógunských fanatiků. Fiktivní průběh tohoto incidentu popisuje film Samuraj od Kihači Okamota.